# Asamblea Nacional Constituyente de Venezuela de 1952
La Asamblea Nacional Constituyente de Venezuela de 1952 fue la asamblea constituyente electa el 30 de noviembre en las elecciones parlamentarias de Venezuela de 1952 encargada de la redacción de la Constitución de Venezuela de 1953 y que juramentó a Marcos Pérez Jiménez como presidente el 19 de abril de 1953. Además del presidente, las disposiciones transitorias establecían que para el período 1953-1958 la Asamblea Constituyente estaría la encargada de elegir todos los cargos de elección universal, directa y secreta.

## Elecciones

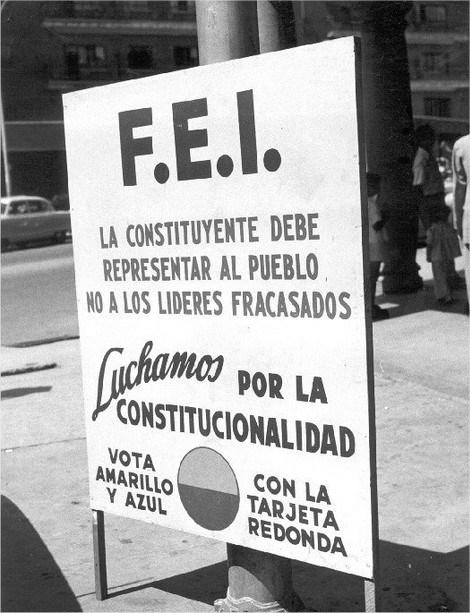
Pancarta del partido Frente Electoral Independiente organización política impulsada por Marcos Pérez Jiménez.

Acción Democrática, que fue el principal partido de oposición y fue el partido de gobierno democrático anterior, fue ilegalizado y se le prohibió expresamente la participación en esas elecciones junto con el Partido Comunista. En ausencia de estos partidos, Unión Republicana Democrática pasó a ser el partido de oposición más poderoso. Aunque en URD al principio se consideró llamar a abstención, esta maniobra no fue llevada a cabo.
URD y COPEI fueron los partidos que presentaron tarjeta en oposición a Marcos Pérez Jiménez, los cuales ambos tenían que proporcionar información al gobierno militar con respecto a reuniones públicas, financiamiento de campaña, entre otros. Los resultados mostraban una amplia ventaja para URD, quedando de segundo lugar el partido de Pérez Jiménez FEI y de tercer lugar COPEI. Pérez Jiménez ordenó que la cobertura periodística y de prensa se detuvieran, y se dieron a conocer resultados oficiales del 2 de diciembre del mismo año:
- 788.086 votos para FEI
- 638.336 votos para URD (Apoyados por Acción Democrática)
- 300.309 votos para COPEI

Los resultados no oficiales de Armando Veloz Mancera decían lo siguiente:
- 1.198.000 votos para URD
- 403.000 votos para FEI
- 306.000 votos para COPEI

Algunas personas sostienen que estas elecciones fueron fraudulentas ya que a URD se le quitaron votos y escaños.

## Historia
Después de que los resultados oficiales se dieron a conocer, la junta Provisional de Gobierno renunció y entregó el poder a los militares, quienes nombraron a Pérez Jiménez como Presidente Provisional de Venezuela. La Asamblea Constituyente se reunió el 9 de enero de 1953, donde tanto URD, cuyos líderes fueron conminados al exilio, como COPEI boicotearon. Las disposiciones transitorias establecían que para el período 1953-1958 la Asamblea Constituyente estaría encargada de elegir a todos los cargos de elección universal, directa y secreta, incluyendo al presidente de la República, la Cámara de Diputados, la Cámara del Senado, la Corte Federal, la Corte de Casación, el contralor de la Nación, el subcontralor, el procurador de la Nación, las asambleas legislativas de los estados, los concejos municipales, el Consejo del Distrito Federal, además de los suplentes que fueren necesarios para cada uno de estos cargos.
El primer acto de la Asamblea Constituyente instalada con la adulterada composición de representantes que elaboró el gobierno militar después de desconocer el verdadero resultado de las votaciones del 30 de noviembre de 1952, fue la ratificación de Marcos Pérez Jiménez en su cargo de presidente provisional. El 11 de abril, la Constituyente aprobó el texto de la nueva constitución nacional que había sido elaborada por un grupo de juristas, simpatizantes de Pérez Jiménez, que no aceptaron figurar en las listas de constituyentistas pero que de esta manera le demostraban su adhesión. El 15 de abril, el presidente provisional pone el ejercicio el nuevo texto constitucional y el 17 de abril, en concordancia con las disposiciones transitorias de la constitución elige por unanimidad al coronel Marcos Pérez Jiménez como presidente para el período 1953-1958. El 18 de abril se instalan las Cámaras Legislativas, es elegido Presidente del Senado Carlos Travieso, y el 19 de abril, ante las Cámaras Legislativas reunidas en Congreso, toma posesión de su cargo de jefe del Estado Pérez Jiménez.
Esta nueva constitución derogaba a la Constitución de 1947 que realmente había sido derogada por acto de fuerza el 24 de noviembre de 1948 luego del golpe de Estado encabezado por Pérez Jiménez. Algunos de los aspectos fundamentales en los que destaca la Constitución de 1953 es la supresión de varios de los aspectos considerados socialistas o federalistas de la constitución 1947. También se elimina la Corte Suprema de Justicia, se reemplaza por la Corte Federal y la Corte de Casación, y se cambia el nombre oficial del país de Estados Unidos de Venezuela, establecido en 1863, por República de Venezuela.